# 청자 주전자
청자 주전자 또는 청자 주자(靑磁 注子)는 서울특별시 관악구, 호림박물관에 있는 고려시대의 청자이다. 2006년 1월 17일 대한민국의 보물 제1453호로 지정되었다.

## 개요
이 청자 주전자는 고려시대 청동주자의 형태를 모델로 제작한 작품으로 유약과 태토, 굽받침 기법에서 고려청자 초기의 특징을 잘 보여주고 있다. 이와 유사한 작품이 일부 있지만 주전자로서 최고의 상태를 보이고 있으며 전체적으로 그 형태 및 제작이 뛰어나다.

## 같이 보기
- 청자

## 참고 자료
- 청자 주전자 - 국가유산청 국가유산포털